# Giovanni Carminucci

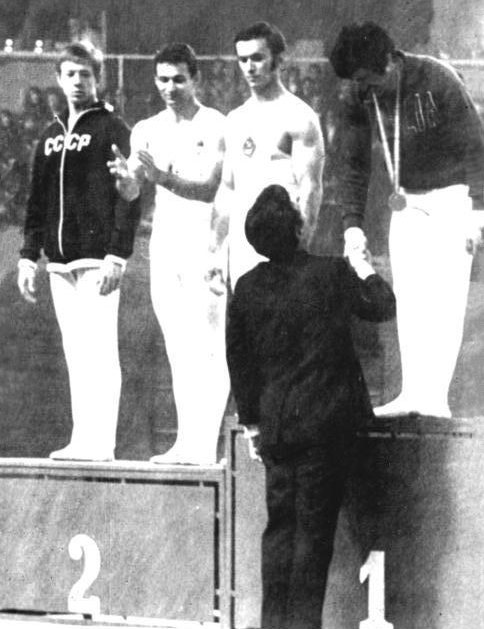
Carminucci (ganz rechts) bei der Siegerehrung im Barrenturnen bei der Europameisterschaft 1971

Giovanni Carminucci (* 14. November 1939 in San Benedetto del Tronto; † 16. Februar 2007 in Rom) war ein italienischer Turner. Er gewann 1960 zwei olympische Medaillen.

## Karriere
Giovanni Carminucci begann 1949 mit dem Turnen. Von 1959 bis 1971 gehörte er zur europäischen Spitze. Bei den Olympischen Spielen 1960 in Rom wurde er am Barren Zweiter hinter Boris Schachlin aus der sowjetischen Mannschaft. In der Mannschaftswertung gewann er in Rom die Bronzemedaille hinter Japan und der Sowjetunion. In dieser italienischen Mannschaft stand auch sein älterer Bruder Pasquale.
1961 wurde Carminucci Europameister im Pferdsprung vor seinem Landsmann Franco Menichelli. Am Barren war Giovanni Carminucci 1963 und 1971 Europameister. 1963 besiegte er dabei Boris Schachlin. 1971 lagen Michail Woronin, Nikolai Andrianow und Klaus Köste gemeinsam auf dem zweiten Rang. 
1961, 1967, 1968 und 1970 wurde Carminucci italienischer Meister im Zwölfkampf.

## Platzierungen
- Olympische Spiele 1960 in Rom
  - Platz 14 im Zwölfkampf
  - Platz 2 am Barren
  - Platz 3 mit der Mannschaft

- Europameisterschaften 1961 in Luxemburg
  - Platz 3 im Zwölfkampf
  - Platz 1 im Pferdsprung
  - Platz 3 am Barren

- Europameisterschaften 1963 in Belgrad
  - Platz 1 am Barren

- Olympische Spiele 1964 in Tokio
  - Platz 26 im Zwölfkampf
  - Platz 4 mit der Mannschaft

- Europameisterschaften 1967 in Tampere
  - Platz 3 am Barren

- Olympische Spiele 1968 in Mexiko-Stadt
  - Platz 12 mit der Mannschaft

- Europameisterschaften 1971 in Madrid
  - Platz 1 am Barren